# Домбровски окръг
Домбровски окръг (на полски: Powiat dąbrowski) е окръг в Малополско войводство, Южна Полша. Заема площ от 530,25 км2. Административен център е град Домброва Тарновска.

## География
Окръгът се намира в историческия регион Малополша. Разположен е в североизточната част на войводството.

## Население
Населението на окръга възлиза на 59 499 души (2012 г.). Гъстотата е 112 души/kм2.

## Административно деление
Административно окръгът е разделен на 7 общини.
Градско-селски общини:
- Община Домброва Тарновска
- Община Шчучин

Селски общини:
- Община Болеслав
- Община Грембошов
- Община Менджехов
- Община Олесно
- Община Радгошч

## Галерия
- Домброва Тарновска
- Шчучин